# Lexus SC
Der Lexus SC ist ein Pkw-Modell des japanischen Automobilherstellers Lexus, welches von Sommer 1991 bis Mitte 2010 produziert wurde. Bei der bis Herbst 2000 produzierten ersten Generation handelte es sich um ein zweitüriges Coupé der Oberklasse, während die zweite Generation ein Cabriolet mit Stahlklappdach darstellt. In Japan wurde der SC unter dem Namen Toyota Soarer verkauft.

## SC 300/400 (1991–2000)
Am 1. Juni 1991 wurde in den USA der Lexus SC 400 vorgestellt (Toyota Soarer in Japan). Im Juli 1992 folgte der SC 300. Beide Fahrzeugvarianten wurden im „Calty Design Research Incorporated“ in Kalifornien entworfen. 
Der SC 400 wurde im Automagazin „Motor Trend“ Importauto des Jahres 1992 und in der Zeitschrift Car und Driver kam es in den Jahren 1992 bis 1998 unter die ersten zehn Plätze.

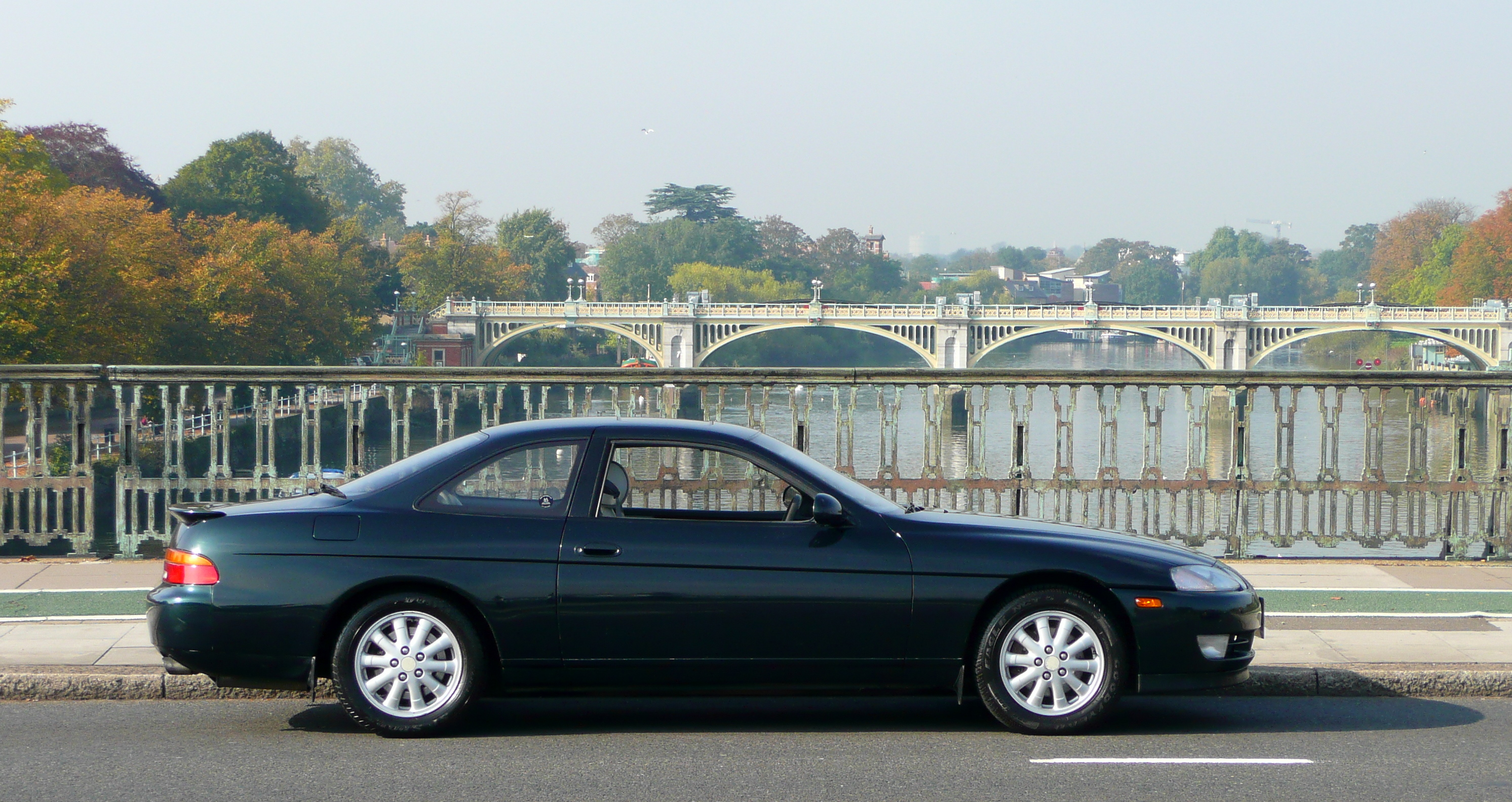
Seitenansicht
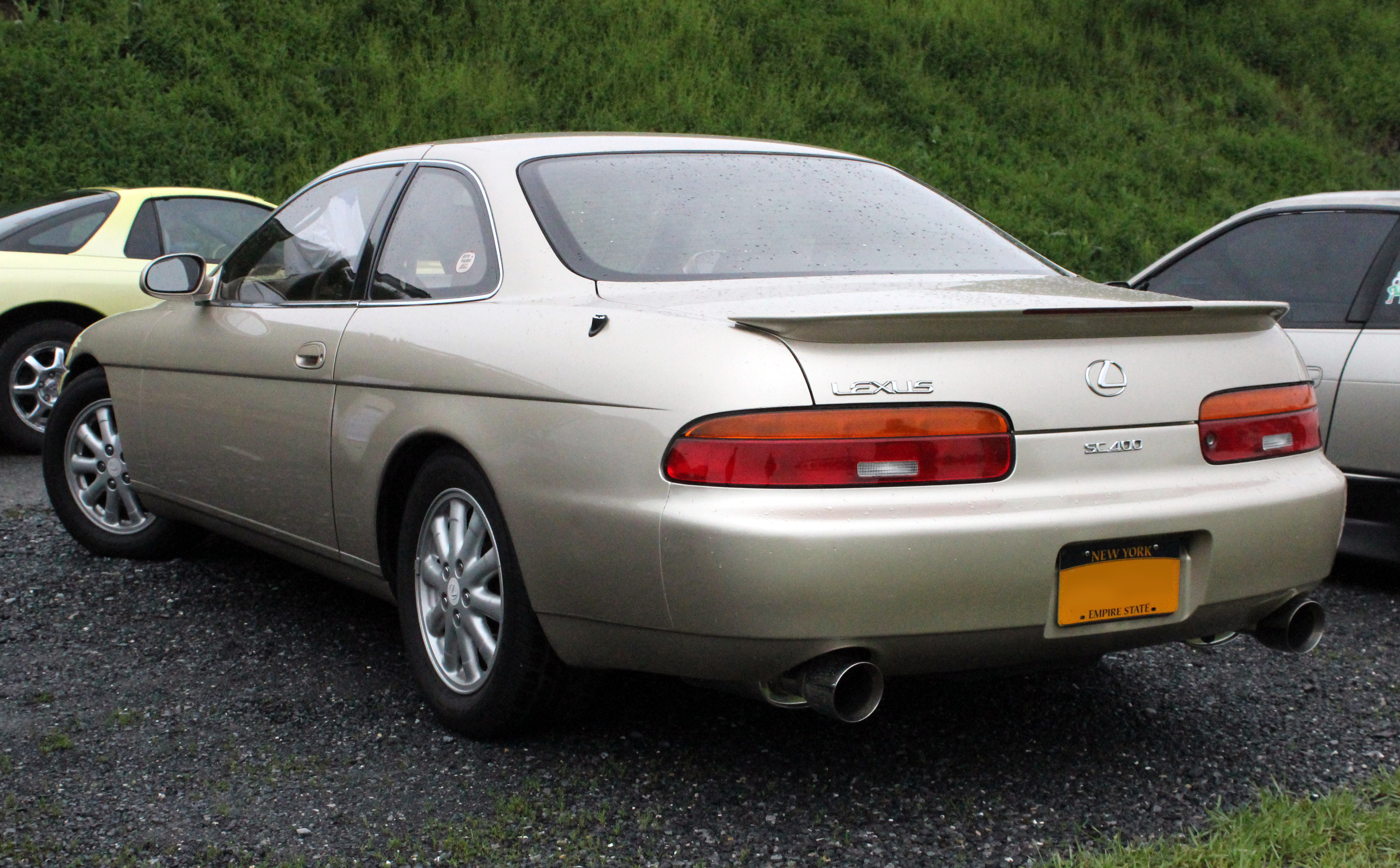
Heckansicht
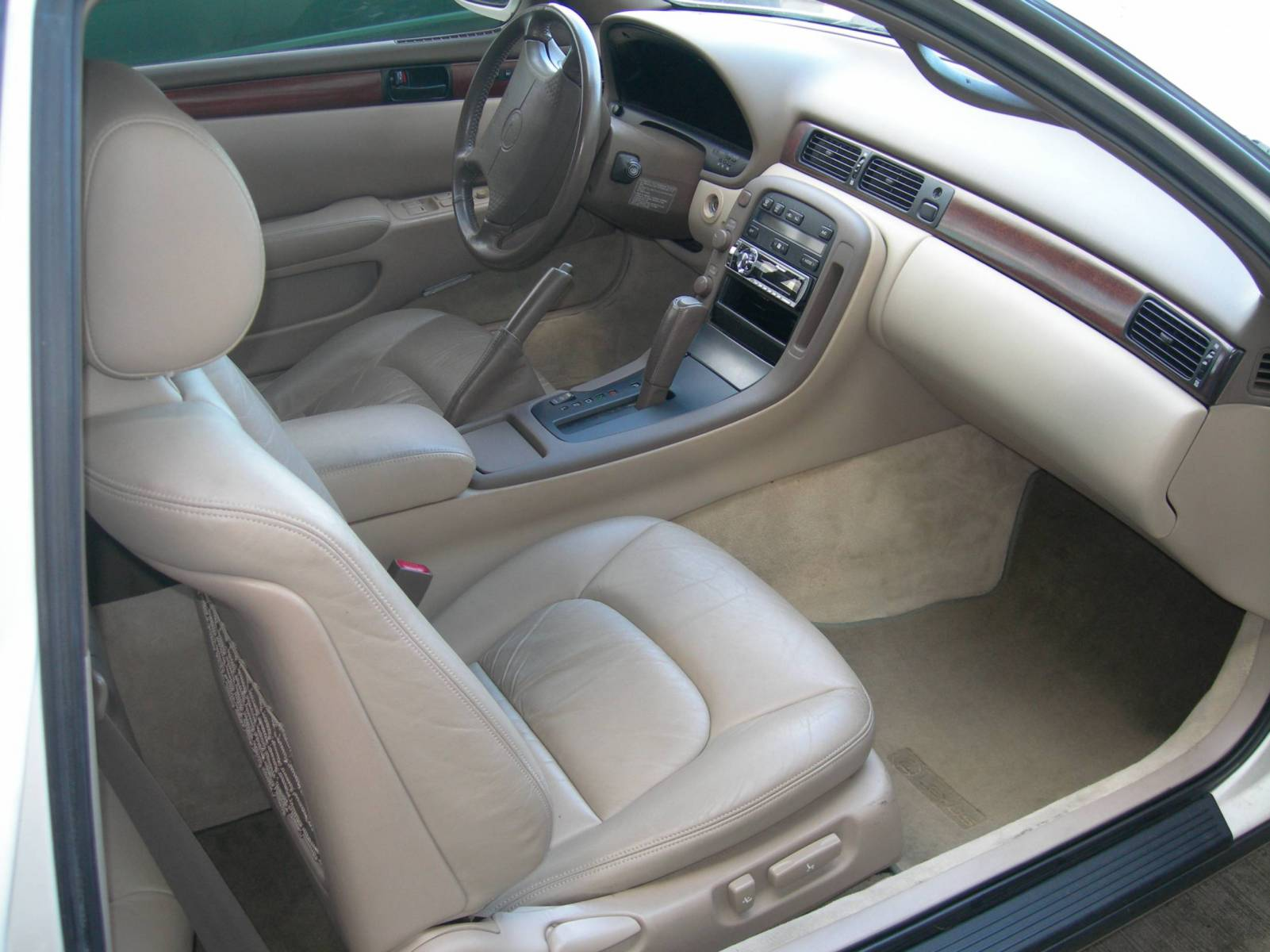
Innenraum

### Technische Daten
| Modell                                    | SC 300            | SC 400            |
| Motor-Code                                | 2JZ-GE            | 1UZ-FE            |
| Zylinderzahl                              | R6                | V8                |
| Hubraum (cm³)                             | 2997              | 3969              |
| Getriebe                                  | 5-Stufenautomatik | 5-Stufenautomatik |
| Antrieb                                   | Hinterradantrieb  | Hinterradantrieb  |
| Max. Leistung (kW/PS)                     | 168/228 bei 6000  | 216/294 bei 5600  |
| Max. Drehmoment (Nm)                      | 285 bei 4800      | 420 bei 4000      |
| Höchstgeschwindigkeit (km/h)              | 248               | 250               |
| Beschleunigung (0–100 km/h)               | 7,3 s             | 6,9 s             |
| Verbrauch kombiniert (l/100 km)           | 13,6              | k. A.             |
| Kohlenstoffdioxid-Emissionen (kombiniert) | k. A. g/km        | k. A. g/km        |
| Tankinhalt (Liter)                        | 78                | 78                |

## SC 430 (2001–2010)
Der Lexus SC 430 wurde im Jahre 2000 auf der Pariser Motorshow präsentiert und ging im Mai 2001 in die Produktion. Der Entwurf des Wagens stammte von Sotiris Kovos. Die zweite Generation SC basiert auf dem Lexus GS.
Angetrieben wurde das Fahrzeug von einer 4,3-Liter-Maschine (VVT-i) mit 220 kW (300 PS) und einem max. Drehmoment von 430 Nm.
Im Jahr 2004 stellte Lexus die Sonderedition „Pebble Beach Edition“ vor, die in Zusammenarbeit mit der Pebble Beach Company entstand.

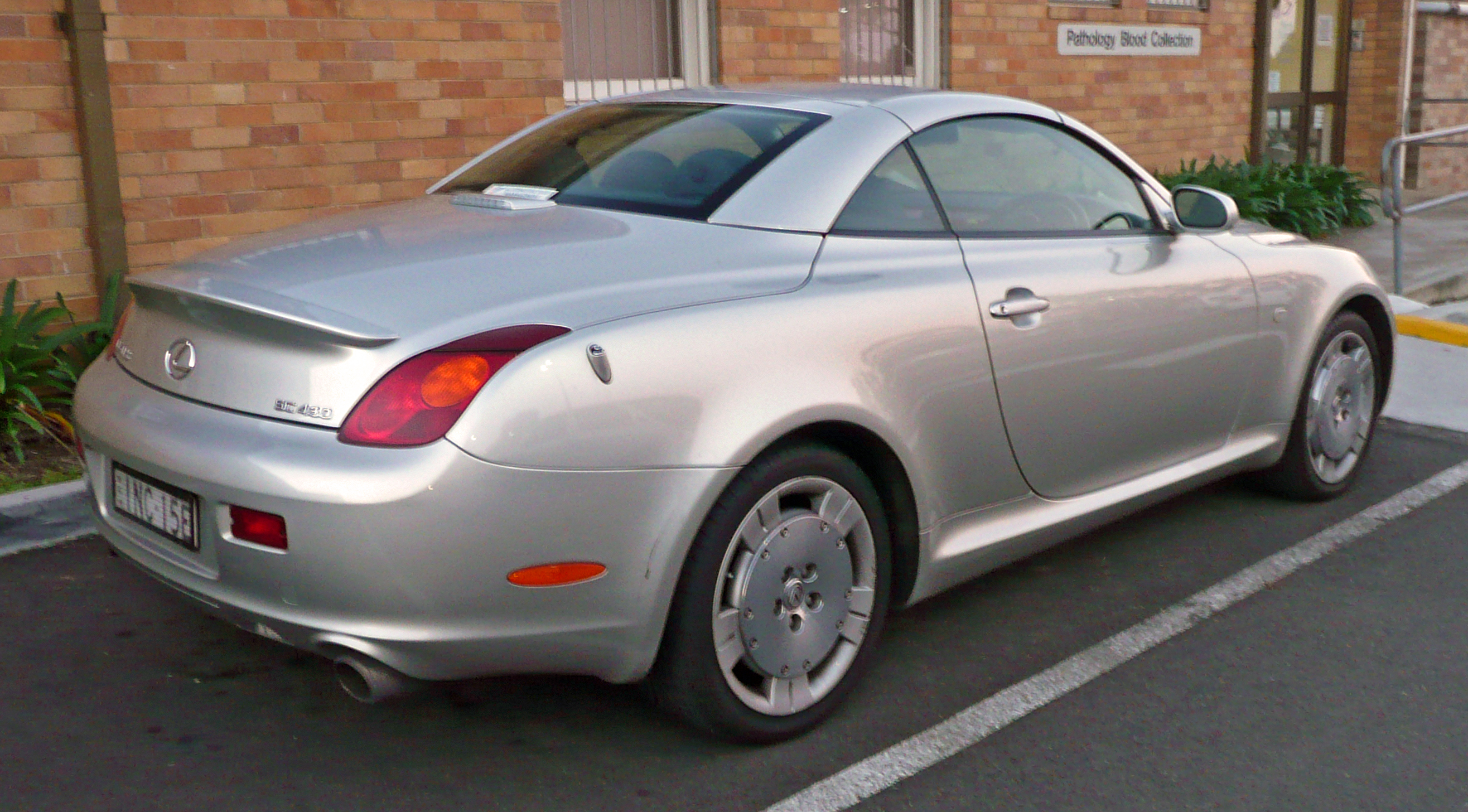
Heckansicht
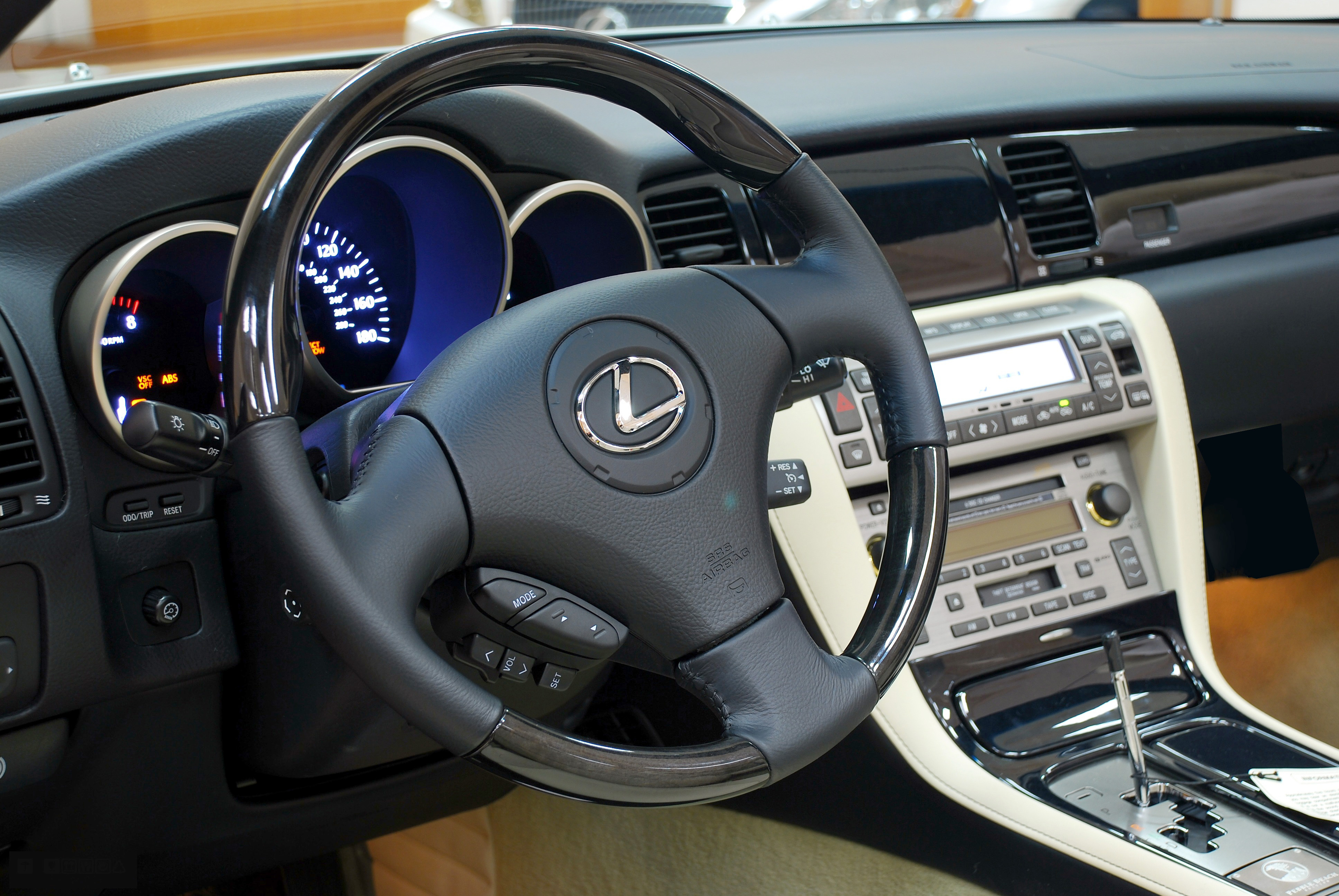
Cockpit

Im Frühjahr 2006 wurde das Fahrzeug leicht überarbeitet. Es erhielt eine etwas veränderte Front, ein leicht verändertes Heck und neue Rückleuchten. Die Leistung fiel leicht auf 207 kW (286 PS).
2010 gab es in Deutschland insgesamt nur noch 16 Neuzulassungen. Die Produktion endete im Juli 2010.

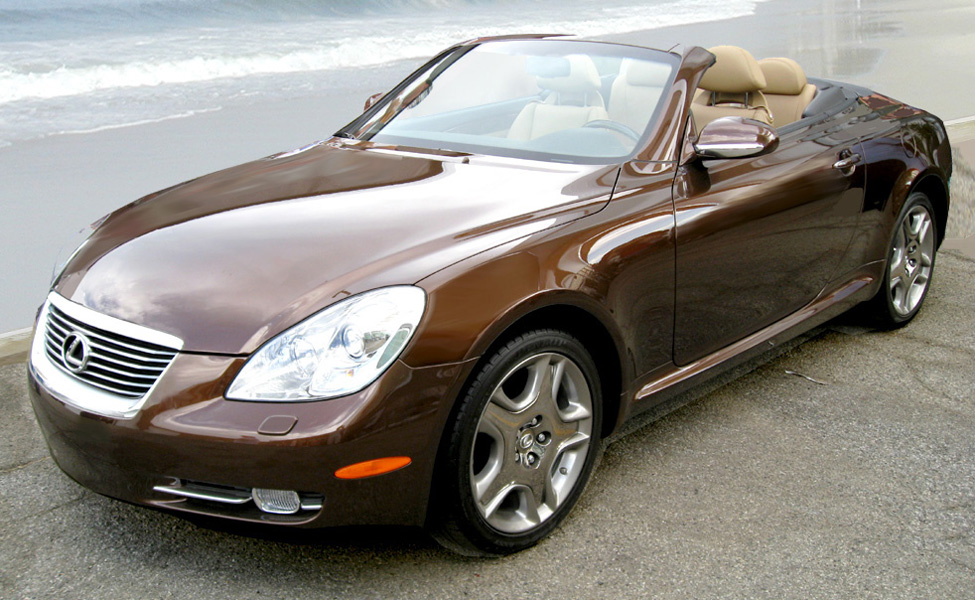
Lexus SC 430 (2006–2010)

### Technische Daten
| Modell                          | SC 430                           |
| Zylinderzahl                    | V8                               |
| Hubraum (cm³)                   | 4293                             |
| Getriebe                        | 5-Stufenautomatik                |
| Antrieb                         | Hinterradantrieb                 |
| Max. Leistung (kW/PS)           | 220/300 bei 5600                 |
| Max. Drehmoment (Nm)            | 419 bei 3400                     |
| Höchstgeschwindigkeit (km/h)    | 250                              |
| Beschleunigung (0–100 km/h)     | 6,4 s                            |
| Verbrauch kombiniert (l/100 km) | 12,0                             |
| CO2-Emissionen (kombiniert)     | 284 g/km                         |
| Tankinhalt (Liter)              | 75                               |
| Preis                           | 125.000 DM (2001; etwa 62.500 €) |

| Modell                          | SC 430                               |
| Zylinderzahl                    | V8                                   |
| Hubraum (cm³)                   | 4293                                 |
| Getriebe                        | 6-Stufenautomatik                    |
| Antrieb                         | Hinterradantrieb                     |
| Max. Leistung (kW/PS)           | 210/286 bei 5600                     |
| Max. Drehmoment (Nm)            | 419 bei 4300                         |
| Höchstgeschwindigkeit (km/h)    | 250                                  |
| Beschleunigung (0–100 km/h)     | 6,2 s                                |
| Verbrauch kombiniert (l/100 km) | 11,2                                 |
| CO2-Emissionen (kombiniert)     | 264 g/km                             |
| Tankinhalt (Liter)              | 75                                   |
| Preise                          | 72.000 € (2006) bzw. 74.650 € (2010) |